# Тайпсквоттинг
Тайпскво́ттинг (англ. typosquatting ← typo опечатка + cybersquatting) — регистрация  доменных имён, близких по написанию с адресами популярных сайтов в расчёте на  ошибку части  пользователей. Например, «wwwsite.example» в расчёте на пользователя, который хотел попасть на «www.site.example».
При близости к очень популярным доменам тайпосквоттер может собрать на своём сайте достаточно большой процент «промахнувшихся» посетителей и заработать за счёт показа  рекламы. Или, если пользователь собрался ввести логин и пароль на оригинальном сайте, а ввёл их на подложном, то тайпосквоттер-злоумышленник может получить эти данные для дальнейшего несанкционированного доступа к чужой информации. В большинстве развитых стран тайпсквоттинг торговых марок, как и их киберсквоттинг, является незаконной деятельностью и запрещается различными постановлениями и законами о продажах.
По сообщению компании McAfee, в 2009 году феномен тайпсквоттинга был особенно распространён на сайтах Камеруна, так как домен этой страны (.cm) отличается лишь одной буквой от популярного международного домена .com. Каждый третий сайт, зарегистрированный в домене .cm, создан тайпсквоттерами, то есть является фальшивой копией какого-либо сайта в домене .com и существует лишь для того, чтобы обманным путём выманить секретную информацию о пользователе или показать ему рекламу. Наименее подверженными тайпсквоттингу доменами являются .gov, .jp и .edu.
Также похожие доменные имена регистрируются в расчёте на невнимательность пользователя при переходе по ссылке, например, на сайте wikipedia.example рассылаются ссылки на вредоносную программу, расположенную на сайте wikipediya.example.